# Дірк Стіккер
Дірк Стіккер (англ. Dirk Uipko Stikker) (нар. 5 лютого 1897, Вінсхотен, Нідерланди — пом. 23 грудня 1979, Вассенаар, Нідерланди) — нідерландський державний і політичний діяч, дипломат, Міністр закордонних справ Нідерландів (1948–1952), Генеральний секретар НАТО (1961–1964).

## Біографія
Дірк Стіккер народився в 1897 році в сім'ї біржового брокера Уіпко Стіккера (Uipko Obbo Stikker) та Іди Мерсінг (Ida Meursing). Його сім'я переїхала із сільської місцевості до Гронінгену, коли йому було десять років. Дірк досить часто хворів під час навчання у гімназії, тому лікувався у швейцарському санаторії. Через слабке здоров'я він не пройшов строкову службу в армії. Під час Першої світової війни його батько підтримував Німеччину, Дірк — Велику Британію. У 1922 році завершив навчання в університеті Гронінгена, де вивчав право. 2 травня 1922 одружився з Катаріною Пауліною ван дер Шір (Catharina Paulina van der Scheer). В нього було лише двоє синів, тому що одна дочка і син померли в ранньому дитинстві.
Між 1922 і 1948 роками він займав різні посади у банківській сфері і промисловості. З 1 липня 1935 по серпень 1948 працював директором пивоварної компанії «Heineken».

### Партійна діяльність
23 березня 1946 став співзасновником і до 24 січня 1948 був членом "Партії Свободи "(PvdV). 24 січня 1948 року став співзасновником і до 1954 року був членом Народної партії за свободу і демократію (VVD).

### Державні посади

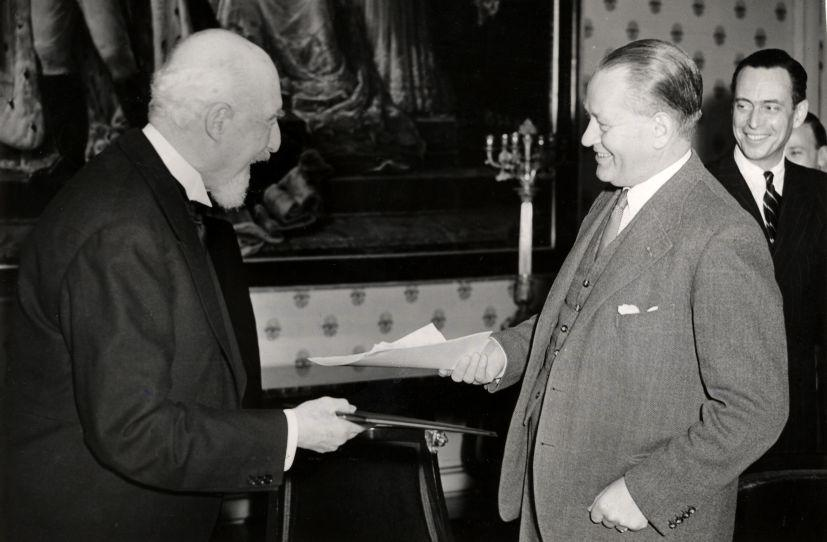
Посол США в Нідерландах доктор Герман Барух (ліворуч) і Міністр закордонних справи Нідерландів Дірк Стіккер підписали двосторонню угоду про безмитний імпорт гуманітарних вантажів в рамках плану Маршалла, Гаага, 17 січня 1949.

З 20 листопада 1945 до 7 серпня 1948 він був членом Сенату Генеральних штатів. В 1946 представляв Нідерланди на конференції Круглого столу про стан Нідерландської Вест-Індії, а в 1948 — Індонезії. З 1948 по 1952 був Міністром закордонних справ Нідерландів. У 1950 році став політичним Посередником Організації економічного співробітництва та розвитку (ОЕСР), а потім її головою. Він був послом в Лондоні з 1952 по 1958, а потім в Республіці Ісландія.

### Діяльність уНАТО
З липня 1958 року Дірк Стіккер був призначений постійним представником Нідерландів у Північноатлантичній раді. У квітні 1961 року Північноатлантична рада вибрала його Генеральним секретарем НАТО і головою Північноатлантичної ради після Поль-Анрі Спаака. 1 серпня 1964 він пішов у відставку в зв'язку з поганим станом здоров'я, його наступником став Манліо Брозіо. Дірк Стіккер помер в 1979 році.